# Cidariophanes viridifascia
Cidariophanes viridifascia är en fjärilsart som beskrevs av W. Warren 1904. Cidariophanes viridifascia ingår i släktet Cidariophanes och familjen mätare. Inga underarter finns listade i Catalogue of Life.